# Nicola Hein

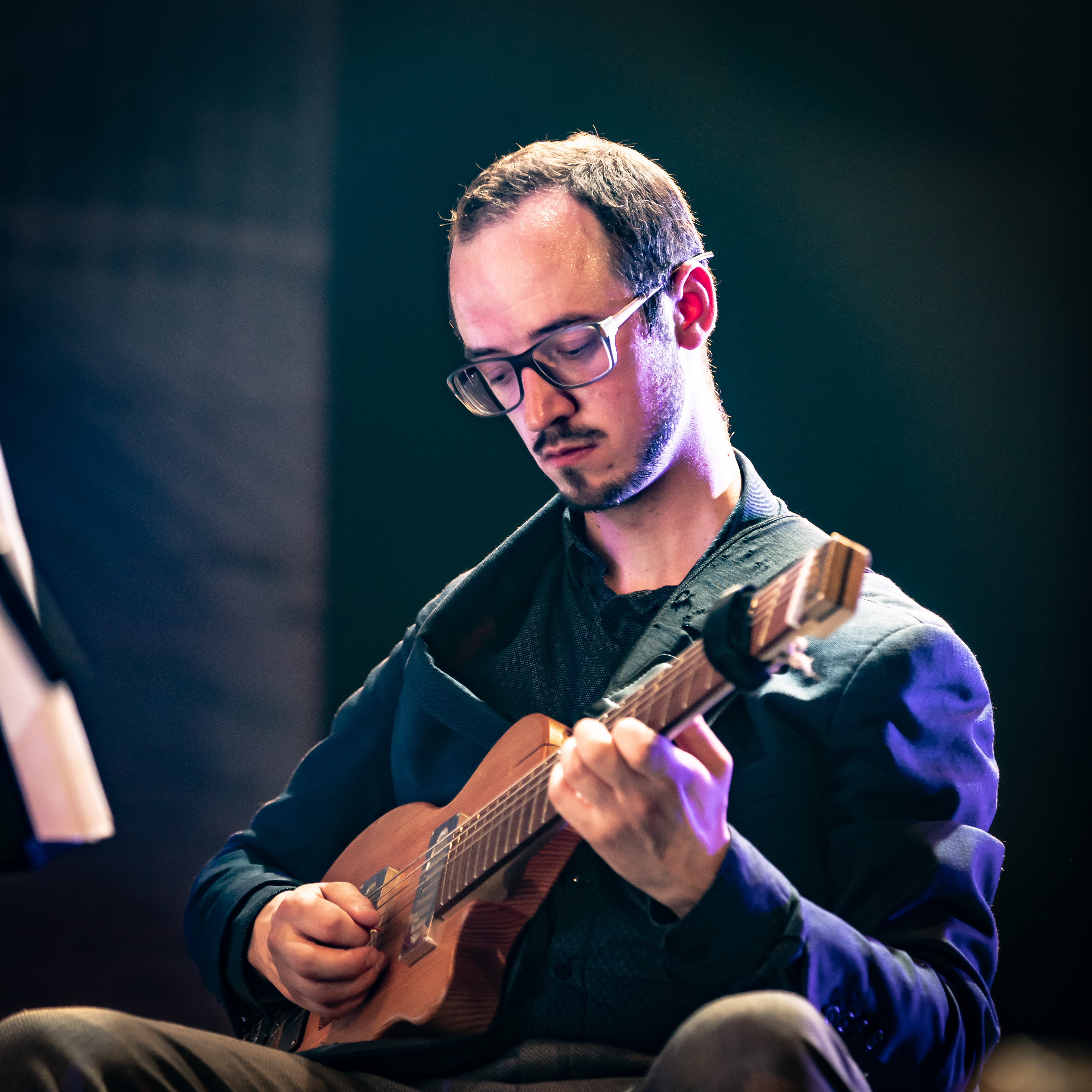
Nicola L. Hein (Moers Festival 2018)

Nicola Leonard Hein (* 15. Dezember 1988 in Düsseldorf) ist ein deutscher Gitarrist, Komponist und Klangkünstler im Bereich der improvisierten Musik und des Free Jazz, der im Bereich der Musikästhetik und Kybernetik tätig ist. Er ist Professor für Digitale Kreation an der Musikhochschule Lübeck.

## Leben und Wirken
Hein, der aus Düsseldorf stammt, studierte Jazzgitarre, Philosophie und Germanistik an der Rheinische Friedrich-Wilhelms-Universität Bonn und der Johannes Gutenberg-Universität Mainz. In den Jahren 2017/2018 und 2019/2020 war er auf Einladung von George E. Lewis Visiting Scholar an der Musikabteilung der Columbia University in New York.
Seine Arbeit wird von der Interaktion von Klang, Raum, Licht, Bewegung und der emergenten Dynamik ästhetischer Systemen bestimmt. In seiner künstlerischen Arbeit verwendet er physische und elektronische Erweiterungen von Synthesizern und E-Gitarre, Klanginstallationen mit Motoren/Videoprojektionen/Licht, kybernetische Mensch-Maschine-Interaktion mit interaktiven A.I.-Musiksystemen, Augmented Reality, telematische Echtzeitkunst, ambisonische Klangprojektion, Instrumentenbau, konzeptionelle Kompositionen. Intermediale Arbeiten mit Videokunst, Tanz, Literatur und anderen Kunstformen. Die interdisziplinäre Kollaboration mit vielen unterschiedlichen Künstler und Künstlerinnen aus der Musik und ebenso aus der Videokunst, dem Tanz, dem Theater, der Literatur, der Malerei uvm. spielen eine zentrale Rolle in seinem künstlerischen Schaffen.
Heins künstlerisches Schaffen ist auf über 30 CD-, Tape- und Vinyl-Publikationen auf internationalen Labels wie Clean Feed Records oder fixcel records dokumentiert. Für seine Arbeit wurde er mit vielen unterschiedlichen Preisen und Stipendien ausgezeichnet. Mit Unterstützung des Goethe-Instituts und vieler anderer Institutionen wurden seine Arbeiten in mehr als 30 Ländern in Nordamerika, Südamerika, Afrika, Asien und Europa realisiert.
Im Bereich der Sound Art und der improvisierten Musik arbeitete er mit vielen Künstlern zusammen wie Max Eastly, Evan Parker, Miya Masaoka, Paul Lytton, Seth Cluett, Chris Chafe, Robert Dick, Michael Vorfeld, Axel Dörner, Mazen Kerbaj, Ute Wassermann, Claudia Schmitz, Akiko Nakayama, Viola Yip, Toshimaru Nakamura, Tristan Honsinger, Jin Sangtae, Anne La Berge, Sofia Jernberg, Audrey Chen, Ignaz Schick, Burkhard Beins, Laetitia Sonami, Katherine Liberovskaya, Simon Rose, Hans Tammen, Ana María Romano Gómez, Lou Mallozzi, Lillevan, Sejin Kim, Jessie Cox, Robert Landfermann, Elisabeth Coudoux, Carl Ludwig Hübsch, Philip Zoubek, Sebastian Gramss, Hayden Chisholm, Shannon Barnett, Udo Moll, Georg Wissel, Uli Böttcher, Ulrich Phillipp oder Emilio Gordoa. Auch gehörte er zu Norbert Steins Pata Messengers (Das Karussell).
Präsentationen seiner Arbeiten erfolgten auf vielen unterschiedlichen internationalen Bühnen und Festivals, so z. B. MaerzMusik Festival (Berlin), Ars Electronica (Linz), Moers Festival, A L`Arme!-Festival (Berlin), Super Deluxe (Tokyo), Sonica Festival (Glasgow), Acht Brücken Festival (Köln), Experimental Intermedia (New York), Kaleidophon Festival (Ullrichsberg), Harvestworks (New York), Museo Arte Moderno (Medellín), Museo Morelense de Arte Contemporáneo Juan Soriano (Cuernavaca), Gray Center for Arts and Inquiry University of Chicago, New York City Electronics Music Festival u. v. m.
In der Vergangenheit unterrichtete er an der Hochschule Düsseldorf und an der Columbia-Universität in New York. Im Sommersemester 2022 war er Vertretungsprofessor für „SoundArt“ an der Musikhochschule München. Er wirkt seit dem Wintersemester 2022 als Professor für Digitale Kreation an der Musikhochschule Lübeck.

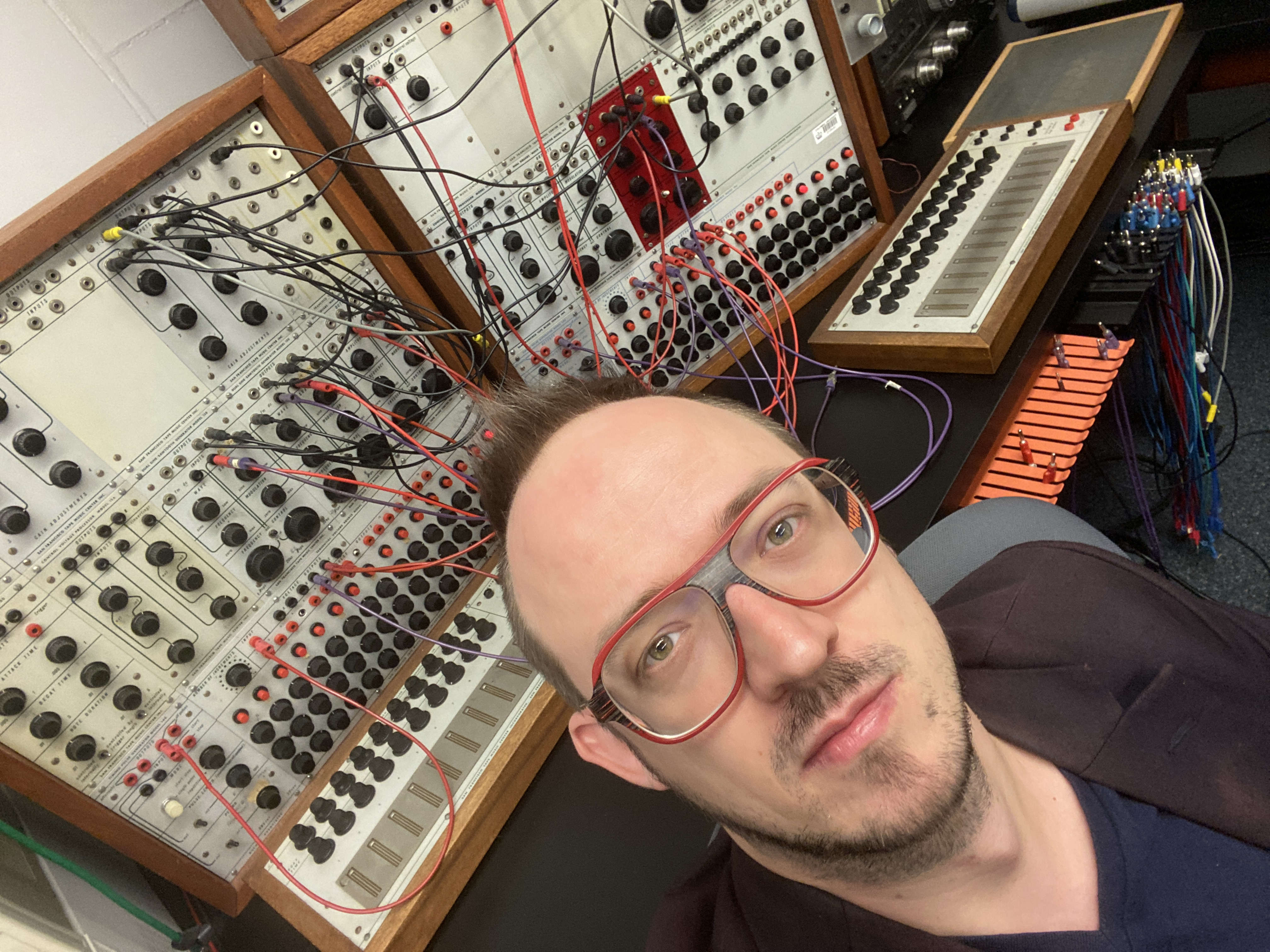
Nicola L. Hein & Buchla 100 Synthesizer (Computer Music Center at Columbia University, 2022)

## Diskographische Hinweise
- Blemishes: True German Hateful and Misanthropic Free Improv (Blemishes, 2012), mit Constantin Herzog, Thomas Lumley, Niklas Wandt
- Blemishes: Libido (Ana Ott, 2014), mit Thomas Lumley, Constantin Herzog, Niklas Wandt
- Das Ekelhafteste Genießen (2014), mit Constantin Herzog, Daniele Martini, Leo Huhn, Niklas Wandt, Matthias Mainz, Joker Nies[4]
- Paul Lytton, Nicola L. Hein: Nahezu Nicht (Creative Sources Recordings 2015)[5]
- Rotozaza Zero (Leo Records 2016), mit Rudi Mahall, Adam Pultz Melbye, Christian Lillinger
- Nicola L. Hein, Mia Zabelka (2016) The Honey Pump
- Brad Henkel, Matthias Müller, Nicola L. Hein (Impakt 2016) Valve No Valve
- Matthias Muche, Nicola Hein (7000 Eichen): Transferration (Jazzwerkstatt, 2016)
- Matthias Muche, Nicola Hein Live in Portugal (Impakt 2017)
- Ada Rave, Wilbert de Joode, Nicola L. Hein (Clean Feed Records 2017) The Sea, the Storm and the Full Moon
- Tobias Delius, Niklas Wandt, Nicola L. Hein (Impakt 2017) Anthropophagus III
- David Rothenberg, Hans Tammen, Nicola L. Hein (clang 2018) Bird, Saw, Buchla
- Iganz Schick, Emilio Gordoa, Nicola L. Hein (2018) Chiral
- Alfred Harth, Nicola L. Hein (2018) When the Future was Now
- Etienne Nillesen, Eve Risser, Magda Mayas, Marta Warelis, Nicola L. Hein (2019) Piano Trialogues
- Revolver 23: Kirschblüten mit verstecktem Sprengstoff (Moloko Plus, 2019), mit Alfred Harth, Marcel Daemgen, Jörg Fischer
- The Oxymothastic Objectar (Shhpuma, 2019)
- Ada Rave, Wilbert de Joode, Nicola L. Hein: At Kaleidophon Festival (Doek 2020)
- Sam Weinberg, Nicola L. Hein, Jason Nazary: Nihilarticles (2020)
- Robert Dick, Nicola L. Hein: Structures of Unreason (Shhpuma, 2021)